# Magnolia citrata
Magnolia citrata är en magnoliaväxtart som beskrevs av Hans Peter Nooteboom och Chalermglin. Magnolia citrata ingår i släktet Magnolia och familjen magnoliaväxter. Inga underarter finns listade i Catalogue of Life.